# John C. Munro Hamilton International Airport

i7
i11
i13
Der John C. Munro Hamilton International Airport (IATA: YHM, ICAO: CYHM) ist der Flughafen der kanadischen Stadt Hamilton. Durch Nav Canada wird der Flughafen als Airport of Entry klassifiziert und es sind dort Beamte der Canada Border Services Agency (CBSA) stationiert, damit ist hier eine Einreise aus dem Ausland zulässig.
Die Landebahn 12/30 sowie das Vorfeld sind auch für große Interkontinentalflugzeuge geeignet. Gelegentlich sind entsprechende Frachtmaschinen, vor allem Antonow An-124 und Boeing 747 auf dem Flughafen anzutreffen.

## Lage und Verkehrsanbindung
Der John C. Munro Hamilton International Airport befindet sich elf Kilometer südlich des Stadtzentrums von Hamilton und 70 Kilometer südwestlich des Stadtzentrums von Toronto. Er liegt nahe dem Ort Mount Hope, einem Stadtteil von Hamilton. Die Ontario Highways 6 und 65 verlaufen südlich des Flughafens. Der John C. Munro Hamilton International Airport wird durch Busse in den Öffentlichen Personennahverkehr eingebunden, die Route 20 der Hamilton Street Railway verbindet ihn regelmäßig mit dem Stadtzentrum von Hamilton.

## Geschichte
Auf dem Gelände wurde 1940 ein Militärflugplatz namens Mount Hope Airport erbaut, welcher nach dem Zweiten Weltkrieg großteils zur zivilen Nutzung freigegeben wurde. Im Jahr 1964 wurde der militärische Teil schließlich endgültig geschlossen.
Die Stadt Hamilton übergab den Betrieb 1996 an die TradePort International Corp. Die Betriebsgesellschaft wurde 2007 vollständig von YVR Airport Services übernommen, welche den Vancouver International Airport betreibt.
Der Flughafen war von 2000 bis April 2004 das ostkanadische Drehkreuz von Westjet Airlines; seit 2004 bietet die Fluggesellschaft nur noch einige Einzelstrecken über diesen Flughafen an. Von 2003 bis 2005 führte CanJet einige Flüge ab Hamilton durch, bis Anfang 2005 Air Canada Jazz ankündigte, die Verbindungen ebenfalls zu bedienen. Am 31. Juli 2008 stellte die Fluglinie auf Grund der hohen Treibstoffpreise diese Strecken wieder ein. Die Fluggesellschaft Flyglobespan, welche Hamilton seit Mai 2007 bediente, bezeichnete den Flughafen intern als Toronto Hamilton International Airport.
Eine frühere dritte Landebahn, welche südlich parallel zu 12/30 verlief, wurde zwischenzeitlich zu einem reinen Rollweg umgebaut.
Ende 2007 erwarb der Flughafenbetreiber Flächen, um bis 2009 die Landebahn 06/24 auf dann 2743 m zu verlängern.
Am 1. Februar 2018 gab die von Westjet Airlines gegründete Billigfluggesellschaft Swoop bekannt, den John C. Munro Hamilton International Airport als operative Basis im östlichen Kanada zu nutzen. Den Flugbetrieb nahm sie am 20. Juni 2018 auf.

## Fluggesellschaften und Ziele
Der John C. Munro Hamilton International Airport wird im Linienverkehr von den Fluggesellschaften Air Transat, Sunwing Airlines, Swoop und Westjet Airlines angeflogen. Drei der vier Ziele im Sommerflugplan 2020 werden dabei von Swoop bedient, während Westjet Airlines nur ein Ziel bedient. Daneben führen Air Transat und Sunwing Airlines im Winter Flüge in die Karibik durch. Norwegian Air Shuttle führte zwischenzeitlich Interkontinentalflüge nach Dublin durch, diese werden allerdings im September 2019 eingestellt.

## Verkehrszahlen
| Jahr | Passagiere | Luftfracht (Tonnen) | Flugbewegungen |
| ---- | ---------- | ------------------- | -------------- |
| 2019 | 955.373    | -                   | -              |
| 2018 | 725.630    | -                   | -              |
| 2017 | 599.146    | -                   | 28.122         |
| 2016 | 333.368    | -                   | 26.113         |
| 2015 | 312.839    | -                   | -              |
| 2014 | 332.378    | -                   | -              |
| 2013 | 341.740    | 76.000              | -              |
| 2012 | 351.491    | 76.000              | 26.460         |
| 2011 | 332.659    | 77.000              | 29.938         |
| 2010 | 387.831    | 87.000              | 44.505         |
| 2009 | 431.000    | 78.000              | -              |
| 2008 | 546.000    | 76.000              | 40.689         |
| 2007 | 527.000    | 76.000              |                |
| 2006 | 527.000    | -                   | 41.878         |
| 2005 | 439.000    | -                   | -              |
| 2004 | 614.000    | -                   | -              |
| 2003 | 1.041.000  | -                   | 94.630         |
| 2002 | 846.000    | -                   | 101.974        |
| 2001 | 554.000    | -                   | 111.572        |
| 2000 | 243.000    | -                   | -              |
| 1999 | 23.000     | -                   | 99.604         |
| 1998 | 24.000     | -                   |                |

## Trivia
- Der Flughafen wurde im Januar 2006 kurzzeitig bekannt, als eine Boeing 707 mit der Rockband Bon Jovi an Bord von der Landebahn abkam.
- Auf dem Flughafengelände befindet sich das Canadian Warplane Heritage Museum.